# Edmund Clerihew Bentley
Edmund Clerihew Bentley (Londres, 10 de julio de 1875 - Londres, 30 de marzo de 1956), que generalmente publicaba bajo los nombres E. C. Bentley o E. Clerihew Bentley, fue un novelista, periodista y humorista inglés, e inventor del clerihew, una forma irregular de verso humorístico sobre temas biográficos.

## Biografía
Bentley nació en Londres y se educó en St Paul's School y Merton College, Oxford. Su padre, John Edmund Bentley, era funcionario público, pero también era un seleccionado de rugby que jugó en el primer partido internacional de Inglaterra contra Escocia, en 1871. Bentley trabajó como periodista en varios periódicos, incluido The Daily Telegraph. También trabajó para el semanario The Outlook durante la dirección editorial de James Louis Garvin. La primera colección de poesía que publicó, titulada Biography for Beginners (1905), popularizó la forma clerihew; le siguieron otras dos colecciones, More Biography (1929) y Baseless Biography (1939).
Su novela policíaca, Trent's Last Case, fue muy elogiada, contando a Dorothy L. Sayers entre sus admiradoras, con una trama laberíntica y desconcertante que puede considerarse como el primer misterio verdaderamente moderno. Fue adaptada al cine en 1920, 1929 y 1952. El éxito de la obra le inspiró, después de 23 años, a escribir una secuela, Trent's Own Case (1936). También hay un libro de cuentos de Trent, titulado Trent Intervenes (1938).
Desde 1936 hasta 1949, Bentley fue presidente del Detection Club. Contribuyó con dos historias de crímenes para las series de radio del club transmitidas en 1930 y 1931, que se publicaron en 1983 como The Scoop and Behind the Screen. En 1950, contribuyó con la introducción a una edición general de Constable & Co de Stories of the bandits of Broadway de Damon Runyon, que fue reeditada por Penguin Books en 1990 como On Broadway.
Murió en 1956 en Londres, a la edad de 80 años. Su hijo Nicolas Bentley, era ilustrador.
Grabaciones fonográficas de su obra Recordings for the Blind se escuchan en la película En un lugar del corazón, del personaje de Mr. Will.
G. K. Chesterton dedicó su popular novela policíaca, El hombre que fue jueves, a Bentley, que era un amigo de la escuela.
Aunque es mejor conocido por su ficción criminal y sus clerihew, Bentley también escribió al menos un cuento de ciencia ficción. Esta es la recientemente redescubierta Flying Visit, publicada en el Evening Standard del 31 de marzo de 1953.

## Obras de prosa breve

### Ficción
- The Inoffensive Captain. The Strand Magazine, marzo de 1914. Recopilado en Trent Intervenes (1938).
- The Clever Cockatoo. The Strand Magazine, July 1914. Recopilado en Trent Intervenes (1938).
- The Ordinary Hair-Pins. The Strand Magazine, octubre de 1916. Recopilado en Trent Intervenes (1938).
- The Sweet Shot. The Strand Magazine, marzo de 1937. Recopilado en Trent Intervenes (1938).
- The Old-Fashioned Apache. The Strand Magazine, mayo de 1937. Recopilado en Trent Intervenes (1938).
- Trent and the Vanishing Lawyer. The Strand Magazine, agosto de 1937. Recopilado en Trent Intervenes (1938) como The Vanishing Lawyer.
- Trent and the Bad Dog. The Strand Magazine, septiembre de 1937. Recopilado en Trent Intervenes (1938).
- Trent and the Genuine Tabard. The Strand Magazine, enero de 1938. Recopilado en Trent Intervenes (1938) como The Genuine Tabard.
- Trent and the Unknown Peer. The Strand Magazine, febrero de 1938. Recopilado en Trent Intervenes (1938) como The Unknown Peer.
- Trent and the Ministering Angel. The Strand Magazine, nomviembre de 1938. Recopilado en Trent Intervenes (HarperCollins Detective Story Club edition, 2017) como The Ministering Angel.
- The Public Benefactor. Fecha desconocida de revista. Recopilado en Trent Intervenes (1938).
- The Little Mystery. Fecha desconocida de revista. Recopilado en Trent Intervenes (1938).
- The Fool-Proof Lift. Fecha desconocida de revista. Recopilado en Trent Intervenes (1938) como Trent and the Fool-Proof Lift.
- Flying Visit. Evening Standard (Londres), 31 de marzo de 1953.

### No ficción
- Two Machines and a Party. Daily News (Londres), 7 de noviembre de 1905.
- Hearst for Governor. Daily News (Londres), 21 de octubre de 1906.
- Naas. Daily News (Londres), 6 de noviembre de 1906.
- Peace Year in the City, 1918–1919: An Account of the Outstanding Events in the City of London During Peace Year, in the Mayoralty of the Rt. Hon. Sir Horace Brooks Marshall, K.C.V.O., LL.D., Following the Great War of 1914–1918. Londres, 1920.
- G. K.. The Listener, 17 de junio de 1936.
- Hitler Again Demonstrates His Pet Brand of Treachery. Ballymena Weekly Telegraph, 20 de abril de 1940.
- These Things Are Kept from the German Public. The Daily Telegraph, fecha desconocida. Reimpresión: Belfast Telegraph, 4 de junio de 1940.
- Next US President. The Daily Telegraph, fecha desconocida. Reimpresión: Belfast Telegraph, 27 de junio de 1940.
- The Lie as a Wartime Weapon. The Daily Telegraph, fecha desconocida. Reimpresión: Belfast Telegraph, 31 de julio de 1940.
- I Am Glad I Was Born When I Was. The Listener, 29 de agosto 1940.
- Nazi Propaganda in Last War. The Daily Telegraph, decha desconocida. Reimpreso: Belfast Telegraph, 7 de septiembre de 1940.
- Boys and Girls of Yesterday and Today. The Listener, 12 de diciembre de 1940.
- The Interesting Age. The Listener, 16 de diciembre de 1943.

### Revisiones de libros
- Arabi's Side. Daily News (Londres), 10 de junio de 1907.
- The King's Serjeants. Daily News (Londres), 21 de junio de 1911.